# Emba (Zypern)
Emba oder Empa (griechisch Έμπα) ist eine Gemeinde im Bezirk Paphos in der Republik Zypern. Bei der Volkszählung im Jahr 2021 hatte sie 5505 Einwohner.

## Name
Zur Herkunft des Namens Emba gibt es zwei Versionen: Eine besagt, dass es der Überlieferung nach an der Grenze zwischen Empa und Paphos ein Tor gab, das stets von einer Wache bewacht wurde. Falls der Wachmann beschloss, dass jemand nach Emba, das damals eine große Farm war, gehen konnte, sagte er „emba“ (durchgehen/eintreten).
Eine andere Version besagt, dass der Name von dem Gebiet stammt, in dem die Gemeinde am Stadtrand von Paphos (in der „Emba“ der Stadt) errichtet wurde. Von dort kamen Passanten aus dem Norden, Nordwesten und Westen. Darüber hinaus liegt es in der Nähe der Küste, an der die Menschen auf Zypern ankamen oder verließen.

## Lage und Umgebung

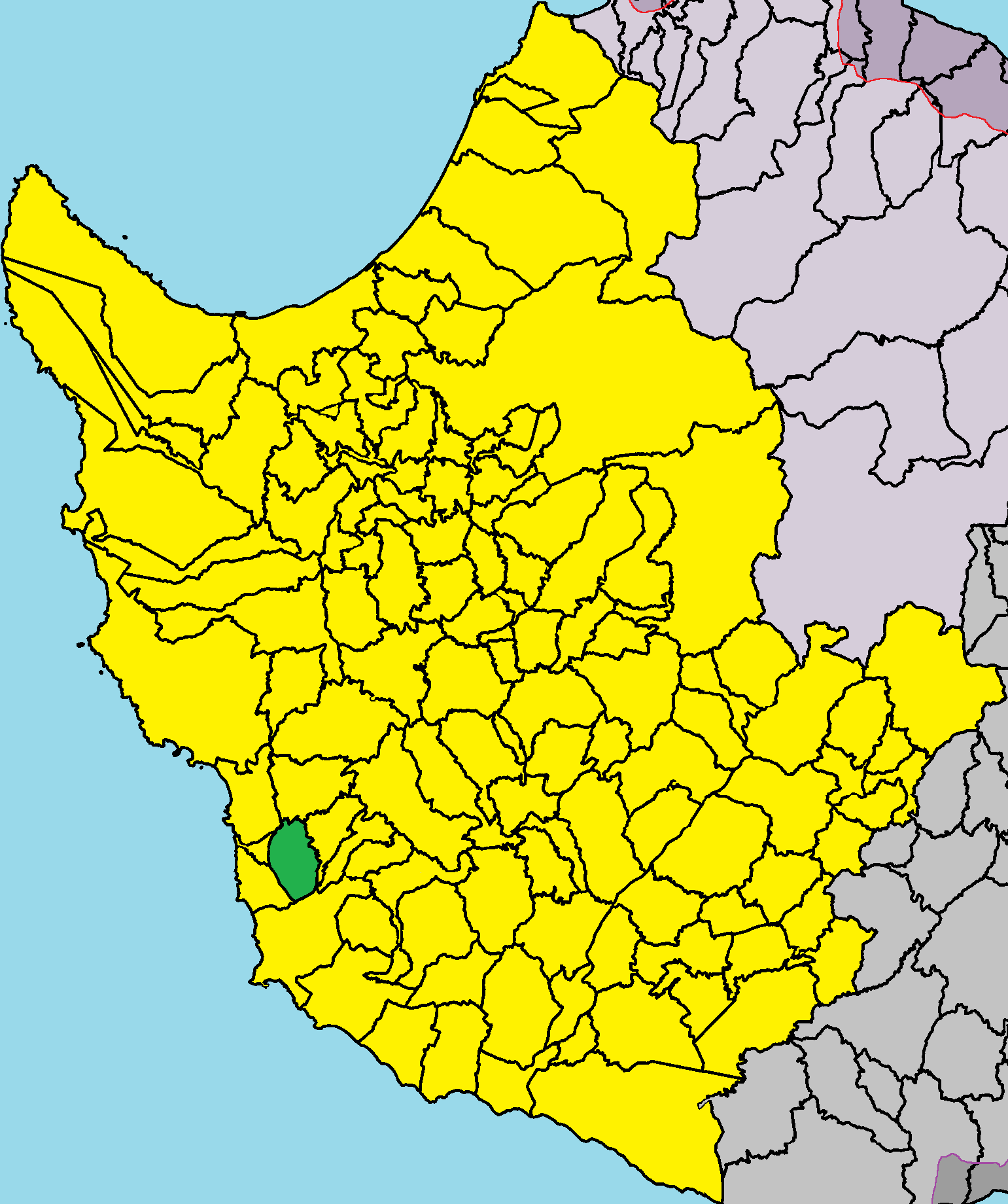
Lage im Bezirk Paphos

Emba liegt im Westen der Mittelmeerinsel Zypern auf einer Höhe von etwa 135 Metern, etwa 5 Kilometer nördlich von Paphos, 60 Kilometer nordöstlich von Limassol und 153 Kilometer südwestlich von Nikosia. Das 6,28257 Quadratkilometer große Dorf grenzt im Süden an die Gemeinde Paphos, im Westen an Chlorakas und Lemba, im Nordwesten an Kissonerga, im Norden an Tala und im Osten an Tremithousa. Das Dorf kann über die Straße E707 erreicht werden.

## Geschichte
Emba existiert seit den byzantinischen Jahren. Während der fränkischen Zeit war es ein großer Bauernhof.

### Bevölkerungsentwicklung
Mit Ausnahme der Volkszählung von 1982 scheint die Bevölkerung der Empa in allen in Zypern durchgeführten Volkszählungen zugenommen zu haben. Vor allem in den letzten Jahrzehnten erlebte die Bevölkerung der Gemeinde einen starken Anstieg.
Die folgende Tabelle zeigt die Bevölkerung der Gemeinde, wie sie in den in Zypern durchgeführten Volkszählungen erfasst wurde.
| Jahr      | 1881 | 1891 | 1901 | 1911 | 1921 | 1931 | 1946 | 1960 | 1976 | 1982 | 1992 | 2001 | 2011 | 2021 |
| Einwohner | 319  | 360  | 416  | 434  | 468  | 594  | 762  | 1027 | 1188 | 1134 | 2069 | 3627 | 4855 | 5505 |